# جواو باولو
جواو باولو (بالبرتغالية: Sérgio Luís Donizetti) (مواليد 7 سبتمبر 1964) هو لاعب كرة قدم. يلعب مع منتخب البرازيل لكرة القدم منذ عام 1987.

## وصلات خارجية
- جواو باولو على موقع رابطة كرة القدم اليابانية للمحترفين (اليابانية)
- جواو باولو على موقع قاعدة بيانات كرة القدم.إي يو (الإنجليزية)
- جواو باولو على موقع ناشيونال فوتبول تيمز (الإنجليزية)
- جواو باولو على موقع Soccerway.com (الإنجليزية)
- جواو باولو على موقع عالم كرة القدم.نت (الإنجليزية)
- جواو باولو على موقع أوليمبيديا (الإنجليزية)
- جواو باولو على موقع اللجنة الأولمبية البرازيلية (البرتغالية)

- National Football Teams